# 第13526號行政命令

歐巴馬

美国總統令第13526號 由美國總統歐巴馬於2009年12月29日簽署 ，屬於機密文件解密法，命令主要表述：如何處理機密訊息。它撤銷並取代了以前為此生效的行政命令，即第12958號行政命令和第13292號行政命令。

## 發佈
作為歐巴馬政府提高透明度和開放獲取聯邦政府訊息倡議的一部分，2009年1月下旬就職後，作為全工程處審查的結果，正式提出和推薦同年5月下令，第13526號行政命令的發佈最終是由幾個因素促成的。一個因素是計劃於2009年12月31日自動解密的大量機密，以及如何應對這一現實。另一個因素是兌現競選承諾。當時，這些最新法規於2010年6月25日全面生效，除2009年12月29日立即生效的第 1.7、3.3 和 3.7 節除外
。